# Акио Тойода
Акио Тойода (на японски: 豊田章男) е японски бизнесмен.
Роден е на 3 май 1956 година в Нагоя в семейството на бизнесмена Шоичиро Тойода, чийто баща Киичиро Тойода превръща семейното машиностроително предприятие в автомобилната компания „Тойота“. Завършва право в Университета „Кейо“, след което защитава магистратура в Колежа „Бабсън“ в Съединените щати. През 1984 година започва работа в „Тойота“, през 2000 година става член на Борда на директорите, а от 2009 година е президент на компанията.